# Карусель (фільм, 1937)
«Карусель» (нім. Karussell) — німецький музичний фільм 1937 режисера Альвіна Еллінга з Марікою Рек, Георгом Александером і Паулем Генкельсом у головних ролях. Зйомки проходили на студії Бабельсберг UFA у Потсдамі. Декорації фільму розробили арт-директори Артур Гюнтер та Карл Фольбрехт.

## У ролях
- Маріка Рек — Еріка Гюбнер
- Георг Александер[en] — Ганс Ревер
- Пауль Генкельс[en] — Теодор Гун
- Аріберт Мог — Пауль Гюбнер
- Ріхард Корн — Фріц Нордманн
- Роберт Дорсай[en] — Отто Петерсен
- Ернст Дернбург[en] — д-р Віновскі
- Ельга Брінк[en] — Адда Віновскі
- Гільдегард Френцель[de] — Герміне Кунце
- Марта Циглер[en] — покоївка
- Отто Рубан
- Еріка Фішер
- Боб Бауер
- Франц фон Бокай[de]
- Єва Бемер[de]
- Густаф Деннерт
- Фріц Дрегер[de]
- Аніта Дювел
- Ізольда Лаукс
- Йозеф Райтгофер[en]
- Ерік Шуберт
- Альфред Шварц
- Кай-Зігфрід Зеефельд
- Кріста Томсен
- Бруно Тіллессен
- Йорн Валері
- Роберт Вінсенті-Ліеферц
- Гарді Фогт
- Міхаель фон Невлінскі[en]
- Сергій Войшеф